# Lycksele norra landsfiskalsdistrikt
Lycksele norra landsfiskalsdistrikt var 1918-1957 ett landsfiskalsdistrikt i Västerbottens län, bildat när Sveriges indelning i landsfiskalsdistrikt trädde i kraft den 1 januari 1918, enligt beslut den 7 september 1917. Den 1 juli 1957 (enligt beslut den 10 maj 1957) upplöstes distriktet och förenades med Lycksele södra landsfiskalsdistrikt, och bildade ett nytt distrikt, benämnt Lycksele landsfiskalsdistrikt.  I detta nya distrikt skulle vara anställda två landsfiskaler, varav en var polischef och åklagare och den andra utmätningsman.
Landsfiskalsdistriktet låg under länsstyrelsen i Västerbottens län.

## Ingående områden
Distriktet bestod under hela dess existens av samma område:
- Del av Lycksele landskommun: Landskommunen norr om Ume älv; Andra delen låg i Lycksele södra landsfiskalsdistrikt.[3]